# Мамедов, Тофик Фарух оглы
Тофик Фарух оглы Мамедов (21 января 1964) — советский и российский футболист, полузащитник и нападающий.

## Биография
Воспитанник азербайджанского футбола («Нефтчи» Баку). В соревнованиях мастеров начал выступать в 1984 году в составе клуба «Дружба» (Майкоп) во второй лиге СССР и провёл в клубе два сезона. В 1986 году перешёл в «Спартак» (Нальчик), но не закрепился в составе команды и спустя некоторое время вернулся в «Дружбу». С 1989 года в течение трёх с половиной сезонов играл за «Машук» (Пятигорск) во второй и второй низшей лигах СССР и второй лиге России, провёл более 100 матчей за клуб.
В ходе сезона 1992 года перешёл в «Терек» (Грозный), игравший в первой лиге, сыграл за него 40 матчей.
С 1994 года играл за клубы второй лиги России — «Металлург» (Липецк), «Спартак» (Нальчик), «Авангард-Кортэк» (Коломна), «Торпедо» (Армавир), «Торпедо» (Георгиевск). Также играл за клубы первенства КФК и в региональных турнирах.
Всего на уровне профессионалов (мастеров) в первенствах СССР и России сыграл более 330 матчей, большую часть — во втором дивизионе. Принимал участие в матчах 1/16 финала Кубков СССР и России против игравших в высшей лиге минского «Динамо», одесского «Черноморца» и владикавказского «Спартака», а также в игре 1/8 финала со ставропольским «Динамо».
После окончания игровой карьеры работал детским тренером в ДЮСШ № 9 г. Сочи.